# ساختمان رییسی
ساختمان رییسی یک روستا در ایران است که در استان فارس واقع شده‌است. ساختمان رییسی ۱۳۴ نفر جمعیت دارد.